# Veronica King
Veronica King es una agente de S.H.I.E.L.D. de bajo nivel asignada al centro de vigilancia del Helitransporte, donde su labor consiste en monitorizar y analizar imágenes de satélites. 
Uno de sus compañeros allí, el agente Eric O'Grady estaba interesado en ella y le pidió salir un par de ocasiones, pero ella estaba más interesada en su amigo, el también agente Chris McCarthy. Tras algunas citas, Chris desapareció misteriosamente. Eric le explicó que había sido seleccionado para una misión secreta, así como que había estado viéndose con otra agente a sus espaldas. Poco después, McCarthy murió durante un asalto de Hydra al helitransporte que tenía por objetivo recuperar a Wolverine, que en aquel momento estaba siendo controlado por la organización terrorista y estaba bajo custodia de S.H.I.E.L.D.
Tras la destrucción del helitransporte, todos los agentes recibieron un permiso de un mes, que Veronica y Eric aprovecharon para llevar el cuerpo de Chris a su ciudad natal para que sus padres lo enterraran. Llevada por el dolor, estuvo a punto de acostarse con Eric sobre la misma tumba de Chris, pero acabó por recuperar la cordura y le abofeteó antes de marcharse a pasar el resto del permiso con su familia.
Al volver al trabajo en el nuevo helitransporte, Veronica empezó a pasar más tiempo con Eric, al ser su única conexión con Chris, y acabó acostándose con él. Poco después, Eric empezó a pasar de ella. Veronica descubrió que se había quedado embarazada, pero antes de que tuviera oportunidad de decírselo, Eric se fugó con un traje de Hombre Hormiga robado y fue puesto en la lista de busca y captura de S.H.I.E.L.D. acusado de traición.
- Datos: Q6160637